# Kenneth Kove
Kenneth Kove (30 de abril de 1892 — dezembro de 1984) foi um ator britânico. Foi regularmente um membro da farsa Aldawych (original) entre 1923 e 1930, atuando em It Pays to Advertise (1923, original), Thark (1927, original), A Cup of Kindness (1929, original) e A Night Like This (1930, original). Também apareceu em vários filmes.